# Kančevci
Kančevci (mađ.: Felsőszentbenedek, prek.: Kančovci) naselje je u slovenskoj Općini Moravskim Toplicama. Kančevci se nalaze u pokrajini Prekomurju i statističkoj regiji Pomurju, 6 km od mađarske granice. U Kančevcima je živio i radio Mikloš Küzmič, pisac i prevoditelj.
Župna crkva nalazi se na istoku naselja i posvećena je svetom Benediktu.

## Stanovništvo
Prema popisu stanovništva iz 2002. godine naselje je imalo 55 stanovnika.